# زنان در مغولستان
زنان مغول در مقایسه با زنان در بسیاری از جوامع دیگر آسیای شرقی از پایگاه اجتماعی بالاتری برخوردار بوده‌اند.

## وضعیت سنتی زنان مغول
زنان مغول از نظر تاریخی از وضعیتی نسبتاً بالاتر از زنان سایر فرهنگهای شرق آسیا برخوردار بوده‌اند. زنان در مغولستان نقش مهمی در زندگی خانوادگی و اقتصادی داشتند. برخی از زنان نخبه تر از زنان فقیر فرصت‌های بیشتری داشتند، با این حال سبک زندگی خواستار کار همه زنان بود. هر یک از اعضای خانواده مسئولیت‌هایی داشتند. انتظار می‌رود در بسیاری از فرهنگ‌ها، زنان وظایف خانگی را در خانه انجام دهند، اما زنان در مغولستان نیز از انجام امور خانه مانند مراقبت از حیوانات، تولید محصولات لبنی خودداری می‌کردند. از طریق مشاغل خانگی خود، زنان در رده‌های نخبه جامعه توانستند نقش‌های خود را بیشتر به دست آورند تا قدرت قابل توجهی کسب کنند. هنگامی که امپراطوری مغول فروپاشید، زنان فقیر جامعه نتوانستند از هر نوع مراقبت مناسب یا هر فرصتی برای آموزش و اوقات فراغت برخوردار شوند.
زنان عشایری در مغولستان به‌طور معمول وظیفه تهیه آب، پختن غذا برای اعضای خانواده، سالم نگه داشتن دام، جمع‌آوری چوب برای آتش، پرستاری و بزرگ کردن بچه‌ها، تهیه لباس و به‌طور کلی نگه داشتن کلیه امور خانگی را به ترتیب انجام می‌دهند.

## جمهوری خلق مغول
جمهوری خلق مغولستان دوره ای از تاریخ مغولستان است که بین سالهای ۱۹۲۴ تا ۱۹۹۲ به عنوان یک کشور مستقل سوسیالیستی در شرق آسیا وجود داشته‌است. این حزب توسط حزب انقلابی خلق مغول اداره می‌شد و پیوندهای نزدیکی با اتحاد جماهیر شوروی سوسیالیستی در طول تاریخ خود داشت.
در این دوره، زنان در مغولستان حقوق عادلانه ای به دست آوردند. آنها مشارکت در کلیه مقاطع تحصیلی داشتند. در سال ۱۹۸۵، ۶۳٪ دانش آموزان در مؤسسات آموزش عالی و ۵۸٪ دانش آموزان در مدارس متوسطه زنان بودند. در این بازه زمانی ۵۱٪ زنان و ۴۹٪ مردان طبقه کارگر جامعه بودند.
زنان تحصیل کرده از سال ۱۹۷۹ تدریس و مسئولیت را در بخش پزشکی آغاز کردند و بیش از ۶۰٪ از کل پزشکان زن بودند. همچنین تدریس به‌طور عمده شغل زنان بود که ۶۷٪ از کل معلمان در مدارس عمومی و ۳۳٪ معلمان در مدارس آموزش عالی را در اختیار داشتند. علی‌رغم برخورداری از برابری قانونی رسمی، مانند سایر کشورهای سوسیالیستی، زنان همچنان تابع مردان بودند.

## ازدواج

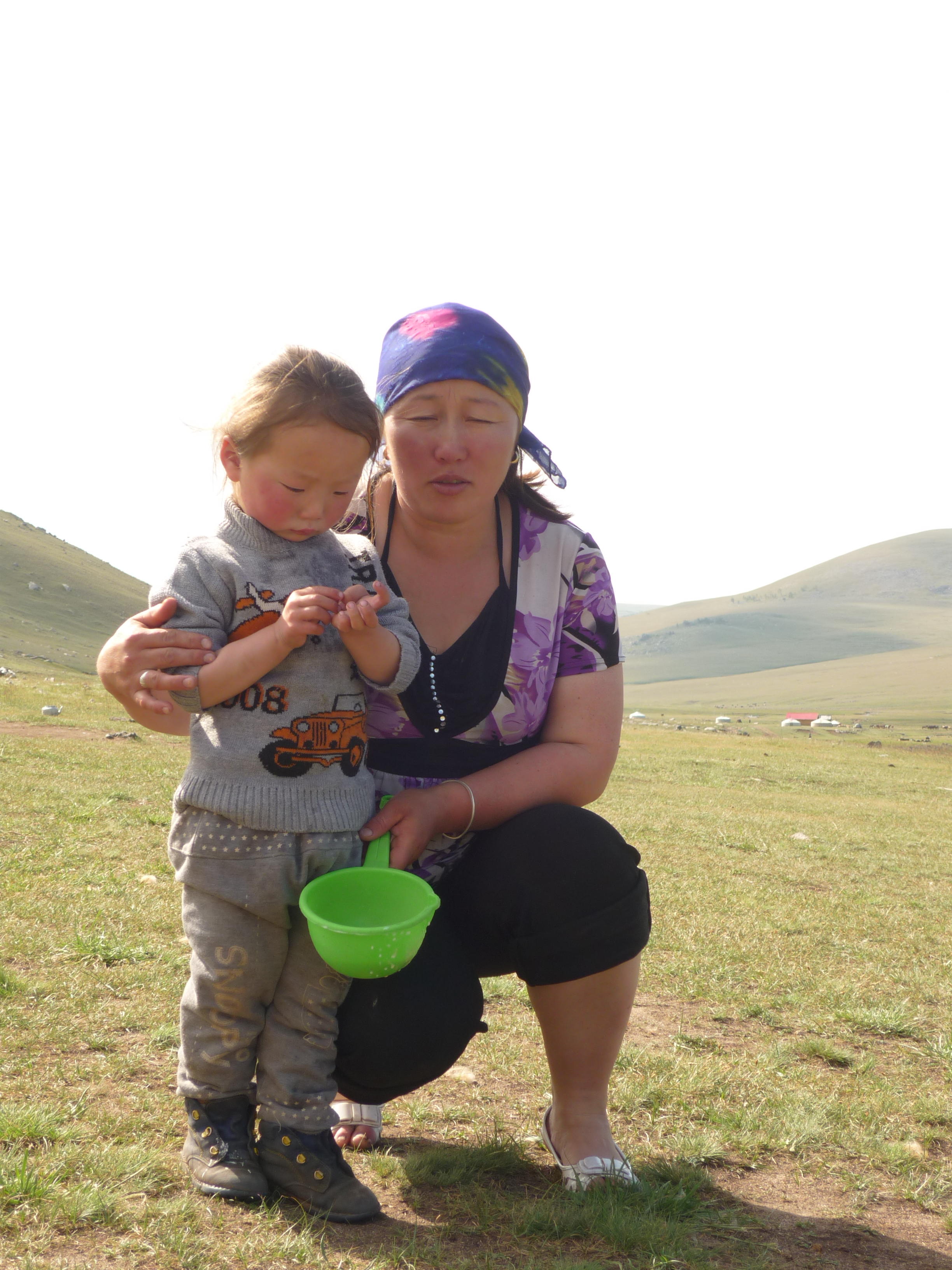
یک زن مغول به همراه پسرش

ازدواج در مغولستان با توجه به اسناد تاریخ نشان می‌دهد که زنان مغول اغلب به عنوان زنان جوان در حدود ۱۳ تا ۱۴ سالگی ازدواج می‌کردند. پسرها غالباً در سنین بالاتر از زنان ازدواج می‌کردند. در روزگار کنونی، سن ازدواج با توجه به وضعیت مالی و زندگی زنان مختلف است. وقتی زنی ازدواج می‌کند، معمولاً انتظار می‌رود با خانواده داماد زندگی کند. هنگامی که همسر زنی در می‌گذشت، ازدواج با برادر شوهرش برایش غیرمعمولی نبود. این یک سنت قدیمی مغول است که امروزه به‌ندرت وجود دارد. ازدواج برای مغول‌ها معمولاً یک قرارداد است. ترتیبی برای برآورده کردن نیازهای هر دو خانواده به جای وقایع مذهبی به‌شمار می‌رود. بسیاری از ازدواج‌ها در مغولستان بین دوستان یا همکاران است، به این ترتیب زنان در وضعیت اجتماعی خودشان ازدواج می‌کنند.